# Tarell Alvin McCraney
Tarell Alvin McCraney (ur. 17 października 1980 w Miami) – amerykański aktor filmowy, dramaturg i scenarzysta. Laureat Oscara za najlepszy scenariusz adaptowany do filmu Moonlight (2016) za scenariusz oparty na własnej sztuce In Moonlight Black Boys Look Blue i napisany wspólnie z reżyserem Barrym Jenkinsem.

## Życiorys
Urodził się w Liberty City, w dzielnicy Miami na Florydzie, gdzie uczęszczał do New World School of the Arts (NWSA). Otrzymał nagrody artysty i nagrody teatralne dziekana, a także został wyróżniony przez National YoungArts Foundation (1999, Teatr). W 2003 ukończył szkołę teatralną na Uniwersytecie DePaul. W maju 2007 ukończył program dramaturgii Yale School of Drama przy Uniwersytecie Yale, otrzymując po ukończeniu studiów nagrodę Cole Porter Playwriting Award. Jest też honorowym absolwentem University of Warwick.
Był wykładowcą dramatu w Yale School of Drama, a także członkiem Teo Castellanos/D Projects Theater Company w Miami. W 2008 był międzynarodowym dramaturgiem w Royal Shakespeare Company i University of Warwick. W kwietniu 2010 został 43. członkiem Steppenwolf Theatre Company w Chicago.
Napisał także scenariusz do filmu Netflix Wysokie loty (Flying Bird, 2019) w reżyserii Stevena Soderbergha z Zazie Beetz, Billem Duke i André Hollandem.

## Życie prywatne
Ma dwóch braci, którzy mieli kłopoty z prawem (jeden trafił do więzienia za zaklęcie).
W 2016 na łamach „The Guardian” zdeklarował się jako homoseksualista.

## Nagrody
| Rok  | Nagroda                                 | Kategoria                        | Tytuł             |
| ---- | --------------------------------------- | -------------------------------- | ----------------- |
| 2007 | Whiting Award                           | Sztuki teatralne                 | –                 |
| 2008 | Evening Standard Theatre Awards         | Najbardziej obiecujący dramaturg | –                 |
| 2009 | Nagroda „The New York Times”            | Outstanding Playwright Award     | The Brothers Size |
| 2009 | Steinberg Playwright Award              | Nagroda honorowa                 | –                 |
| 2013 | MacArthur Fellowship                    | Nagroda MacArthurów              | –                 |
| 2013 | Windham–Campbell Literature Prize       | Nagroda honorowa                 | –                 |
| 2017 | Independent Spirit Awards               | Najlepszy scenariusz             | Moonlight (2016)  |
| 2017 | Amerykańska Gildia Scenarzystów (WGA)   | Najlepszy scenariusz             | Moonlight (2016)  |
| 2017 | Oscar                                   | Najlepszy scenariusz adaptowany  | Moonlight (2016)  |
| 2017 | PEN/Laura Pels International Foundation | Nagroda teatralna                | –                 |
| 2017 | United States Artists (USA)             | Nagroda honorowa                 | –                 |